# 印度共产党（马列）解放
印度共产党（马列）解放（英語：Communist Party of India (Marxist–Leninist) Liberation），简称印共（马列）解放（CPI(ML)L），是印度的一个共产主义政党。该党成立于1974年，起源于印度共产党（马列）的反林彪派。该党成立后，从事武装斗争，后逐步放弃；1985年，开始参加选举；1992年，结束地下状态。

## 历史
1973年，印度共产党（马列）分裂为两派，一派由夏尔马领导，另一派由马哈德夫·慕克吉领导。维诺德·米什拉最初属于慕克吉派，但他和布德万地区委员会在1973年9月与慕克吉决裂。1974年，米什拉与比哈尔平原地区武装斗争的领导人苏布拉塔·杜塔（化名“焦哈尔”）接触。1974年7月28日（查鲁·马宗达逝世两周年），新的印度共产党（马列）中央委员会成立，杜塔为总书记，米什拉为委员。重组后的党被称为“反林彪派”（而马哈德夫·慕克吉派则是“亲林彪派”），后通称“印度共产党（马列）解放”。1982年，该党组建了印度人民阵线，以其名义开始参加选举。

## 历任总书记
- 苏布拉塔·杜塔（1974年—1975年）
- 维诺德·米什拉（1975年—1998年）
- 迪潘卡·巴塔查亚（1998年至今）